# Înrudire (povestire)
„Înrudire” (în engleză „Kin”) este o povestire științifico-fantastică a scriitorului american Bruce McAllister, publicată inițial în numărul din februarie 2006 al revistei Asimov's Science Fiction. În această povestire, un copil își descoperă o rudă neașteptată dintr-o altă specie, nu tocmai pașnică și puțin plăcută pe un Pământ suprapopulat.
„Înrudire” a fost nominalizată la Premiul Hugo din 2007 pentru cea mai bună povestire.

## Rezumat
Povestea este despre un băiețel pe nume Kim, într-un viitor futurist al Statele Unite. Acesta discută cu un extraterestru despre dorința sa de a ucide un bărbat. Extraterestrul este descris ca fiind dintr-o rasă cunoscută sub numele de „Antalou”, care vine de pe o altă planetă. Este menționat că zborul interplanetar este posibil în această povestire/viitor. Antalou este descris ca o creatură îngrozitoare, cu un gât lung și cu unghii, împreună cu un craniu uriaș și ochi imenși.

## Traduceri
A fost tradusă de Oana Cercel și a apărut în Sci-Fi Magazin nr. 2 (2007) și a fost republicată în Antologiile Gardner Dozois vol. 5 (2010).

## Vezi și
- 2006 în științifico-fantastic